# Силва (Північна Кароліна)
Силва (англ. Sylva) — місто (англ. town) в США, в окрузі Джексон штату Північна Кароліна. Населення — 2578 осіб (2020).

## Географія
Силва розташована за координатами 35°22′31″ пн. ш. 83°13′6″ зх. д. / 35.37528° пн. ш. 83.21833° зх. д. (35.375375, -83.218394).  За даними Бюро перепису населення США в 2010 році місто мало площу 8,26 км², уся площа — суходіл.

## Демографія
Згідно з переписом 2010 року, у місті мешкало 2588 осіб у 1138 домогосподарствах у складі 601 родини. Густота населення становила 313 осіб/км².  Було 1338 помешкань (162/км²).
Расовий склад населення:
| - 85,8 % — білих - 2,8 % — корінних американців - 2,7 % — чорних або афроамериканців - 1,8 % — азіатів - 5,2 % — осіб інших рас |

До двох чи більше рас належало 1,7 %. Частка іспаномовних становила 9,0 % від усіх жителів.
За віковим діапазоном населення розподілялося таким чином: 20,1 % — особи молодші 18 років, 62,3 % — особи у віці 18—64 років, 17,6 % — особи у віці 65 років та старші. Медіана віку мешканця становила 36,4 року. На 100 осіб жіночої статі у місті припадало 93,3 чоловіків;  на 100 жінок у віці від 18 років та старших — 90,7 чоловіків також старших 18 років.
Середній дохід на одне домашнє господарство  становив 42 076 доларів США (медіана — 34 219), а середній дохід на одну сім'ю — 50 706 доларів (медіана — 43 333). Медіана доходів становила 28 125 доларів для чоловіків та 34 943 долари для жінок. За межею бідності перебувало 19,6 % осіб, у тому числі 25,8 % дітей у віці до 18 років та 9,7 % осіб у віці 65 років та старших.
Цивільне працевлаштоване населення становило 1183 особи. Основні галузі зайнятості: мистецтво, розваги та відпочинок — 29,7 %, освіта, охорона здоров'я та соціальна допомога — 29,3 %, роздрібна торгівля — 12,9 %, науковці, спеціалісти, менеджери — 5,9 %.